# Carlo Catani
Carlo Catani (Firenze, 22 aprile 1852 – St Kilda, 20 luglio 1918) è stato un ingegnere italiano naturalizzato australiano.

## Biografia
Carlo Giorgio Domenico Enrico Catani nacque il 22 aprile 1852 a Firenze, figlio di Enrico, mercante, e di Augusta Geri. Ha studiato presso l'Istituto Tecnico di Firenze, dove si diploma ingegneria civile. Da giovane ha lavorato in campo ferroviario.
Nel 1876 Catani con Pietro Baracchi e Ettore Checchi emigrarono prima in Nuova Zelanda e poi in Australia . Qui lavorò per il Dipartimento lavori pubblici del Governo dello Stato di Victoria. 
Per conto dello Stato ha supervisionato e progettato molte opere, tra cui: il prosciugamento della palude Koo-Wee-Rup (1897), l'ampliamento e il miglioramento del fiume Yarra a monte di Princes Bridge, il Canale di Elwood, gli argini del fiume Murray, il prosciugamento di Kow Swamp, la realizzazione del Lago Catani su Mount Buffalo e la bonifica della costa di St Kilda Beach. Nel 1892 riceve la cittadinanza australiana dopo che l'anno prima si era sposato con  Cathrine Hanley. 
Morì, a St Kilda il 20 luglio 1918. 

## Riconoscimenti
A Carlo Catani sono stati intitolati una cittadina Catani nello Stato di Victoria, un lago, il lago Catani e i giardini Catani a St. Kilda. In questi ultimi sorge un monumento in bronzo dedicato a Catani opera di Paul Montford. Una targa lo ricorda a Trafalgar.